# Помяновиці
Помяновиці (пол. Pomianowice) — село в Польщі, у гміні Завоня Тшебницького повіту Нижньосілезького воєводства.